# Унцайтиг, Энгельмар
Энгельмар Унцайтиг (нем. Engelmar Unzeitig; 1 марта 1911 год, Градец-над-Свитау, Австро-Венгрия — 12 марта 1945 год, Дахау) — католический священник, блаженный.

## Биография
Родился 1 марта 1911 года в крестьянской семье в селе Грайденфорд (сегодня — Градец-над-Свитау). В 1928 году вступил в миссионерскую конгрегацию «Миссионеры из Марианхилла». По окончании богословского обучения был рукоположен 6 августа 1939 года в священника. Некоторое время служил викарием в деревне Звонкова, недалеко от австрийской границы в оккупированной Чехословакии. Во время своих проповедях выступал против нацистского режима и призывал помогать преследуемым евреям.
21 апреля 1941 года был арестован Гестапо. В течение шести недель находился в тюрьме в Линце и 8 июня 1941 года отправлен в концентрационный лагерь Дахау. В конце 1944 года в Дахау вспыхнула эпидемия тифа и он попросился ухаживать за больными. Вскоре заразился и скончался 2 марта 1945 года за несколько дней до освобождения лагеря американскими войсками. Заключённые отделили его тело от остальных умерших и тайно вынесли его за территорию лагеря. 
С 1968 года его мощи находятся в церкви Святейшего Сердца Иисуса в Вюрцбурге.

## Прославление
26 июля 1991 года начался процесс его причисления к лику блаженных. 3 июля 2009 года Римский папа Франциск подтвердил его героические добродетели. 24 сентября 2016 года состоялась его беатификация, которую провозгласил в Вюрцбурге кардинал Анджело Амато.